# ラシナ・トラオレ (2001年生のサッカー選手)
ラシナ・チャムステ・ソウディン・フランク・トラオレ（Lassina Chamste Soudine Franck Traoré、2001年1月12日 - ）は、ブルキナファソ・ボボ・ディウラッソ出身のサッカー選手。FCシャフタール・ドネツク所属。ポジションはFW。ブルキナファソ代表。

## 経歴

### クラブ
2019年1月4日、アヤックス・ケープタウンFCからアヤックス・アムステルダムに引き抜かれ、3年半契約を結んだ。
2020年10月24日、エールディヴィジのVVVフェンロー戦に先発出場したトラオレは、この試合で5ゴール3アシストを挙げ、チームの13-0での大勝に貢献した。
2021年6月18日、FCシャフタール・ドネツクと5年契約を結んだ。FCシャフタール・ドネツク史上初のブルキナファソ出身の選手となった。

### 代表
2017年5月4日、ベナン代表との親善試合でブルキナファソ代表デビュー。

## タイトル

### クラブ
アヤックス
- エールディヴィジ月間MVP : 1回 (2020-21シーズン10月)

## 人物
母親は元サッカー選手で、ブルキナファソ女子代表ではキャプテンを務めていた。同じくブルキナファソ代表サッカー選手で、アストン・ヴィラFCでプレーしているベルトラン・トラオレはいとこ。